# Ola Råå
Ola (Olof) Råå var en svensk bildhuggare verksam under 1700-talets förra hälft.

## Biografi
Ola Råå var son till bildhuggaren Anders Olsson Råå och Marna Råå samt bror till bildhuggarna Alexander och Petter Råå. Han var verksam i Ystad och utförde 1714 en predikstol och 1714 en altartavla för Hedeskoga kyrka utanför Ystad. För Öja kyrka utförde han ett baldakintak över predikstolen samt reparationer av skulpturala arbeten i olika skånska kyrkor.